# Ducado de Norfolk
El ducado de Norfolk es un título aristocrático inglés, que pertenece a la familia Howard desde 1483. El duque actual es Edward Fitzalan-Howard, quién recibió este título cuando murió su padre, Miles Fitzalan-Howard, 17º duque de Norfolk, en 2002.
El duque de Norfolk es uno de los dos últimos nobles británicos recusacionistas que tienen el derecho hereditario de formar parte de la cámara de los Lores.
Los duques de Norfolk tienen unos títulos subsidiarios, como conde de Arundel. Históricamente son una de las primeras familias aristocráticas en Inglaterra.

## Duques de Norfolk
|                                                | Titular                                       | Periodo                                                                 |
| Primera creación por Ricardo II de Inglaterra  | Primera creación por Ricardo II de Inglaterra | Primera creación por Ricardo II de Inglaterra                           |
| ---------------------------------------------- | --------------------------------------------- | ----------------------------------------------------------------------- |
| i                                              | Thomas de Mowbray                             | 29 de septiembre de 1397- 22 de septiembre de 1399                      |
| ii                                             | John de Mowbray I                             | 8 de julio de 1425-19 de octubre de 1432                                |
| iii                                            | John de Mowbray II                            | 19 de octubre de 1432- 6 de noviembre de 1461                           |
| iv                                             | John de Mowbray III                           | 6 de noviembre de 1461- 14 de enero de 1476                             |
| Segunda creación por Eduardo IV de Inglaterra  |                                               |                                                                         |
| i                                              | Ricardo de Shrewsbury                         | 7 de febrero de 1477-25 de junio de 1483 (Invalidado por ilegitimación) |
| Tercera creación por Ricardo III de Inglaterra |                                               |                                                                         |
| i                                              | John Howard                                   | 28 de junio de 1483- 22 de agosto de 1485                               |
| ii                                             | Thomas Howard I                               | 22 de agosto de 1485- 21 de mayo de 1525                                |
| iii                                            | Thomas Howard II                              | 21 de mayo de 1525- 25 de agosto de 1554                                |
| iv                                             | Thomas Howard III                             | 25 de agosto de 1554- 2 de junio de 1572 (Confiscado por traición)      |
| Restauración por Carlos II de Inglaterra       |                                               |                                                                         |
| v                                              | Thomas Howard IV                              | 1660- 13 de diciembre de 1677                                           |
| vi                                             | Henry Howard I                                | 13 de diciembre de 1677- 13 de enero de 1684                            |
| vii                                            | Henry Howard II                               | 13 de enero de 1684- 2 de abril de 1701                                 |
| viii                                           | Thomas Howard V                               | 2 de abril de 1701- 23 de diciembre de 1732                             |
| ix                                             | Edward Howard                                 | 23 de diciembre de 1732- 20 de septiembre de 1777                       |
| x                                              | Charles Howard I                              | 20 de septiembre de 1777- 31 de agosto de 1786                          |
| xi                                             | Charles Howard II                             | 31 de agosto de 1786- 16 de diciembre de 1815                           |
| xii                                            | Bernard Howard                                | 16 de diciembre de 1815- 16 de marzo de 1842                            |
| xiii                                           | Henry Howard III                              | 16 de marzo de 1842- 18 de febrero de 1856                              |
| xiv                                            | Henry Fitzalan-Howard                         | 18 de febrero de 1856- 25 de noviembre de 1860                          |
| xv                                             | Henry Fitzalan-Howard II                      | 25 de noviembre de 1860- 11 de febrero de 1917                          |
| xvi                                            | Bernard Fitzalan-Howard                       | 11 de febrero de 1917- 31 de enero de 1975                              |
| xvii                                           | Miles Fitzalan-Howard                         | 31 de enero de 1975- 24 de junio de 2002                                |
| xviii                                          | Edward Fitzalan-Howard                        | 24 de junio de 2002-                                                    |